# Jarov u Blovic
Jarov (deutsch Jarau) ist eine Gemeinde mit 237 Einwohnern in Tschechien. Sie liegt sieben Kilometer nordwestlich der Stadt Nepomuk und gehört zum Okres Plzeň-jih. Die Katasterfläche beträgt 537 ha.

## Geographie
Das Dorf befindet sich in 525 m ü. M. in einer seichten Mulde zwischen den Hügeln Chroustov (589 m) und Dus (582 m). Östlich des Dorfes verläuft die Europastraße 49/Staatsstraße 20 von Pilsen nach Nepomuk.
Nachbarorte sind Čabuzí und Zhůř im Norden, Měcholupy im Osten, Prádlo, Novotníky und Chvostule im Südosten, Kokořov im Süden, Březí im Südwesten sowie Částkov und Svárkov im Westen.

## Geschichte
Die erste urkundliche Erwähnung von Jarov erfolgte im Jahre 1558. Der Ort ist jedoch wesentlich älter. Das Dorf gehörte wahrscheinlich zu den Besitztümern des Klosters Pomuk und kam nach dessen Zerstörung 1420 zusammen mit den meisten Dörfern der Umgebung zur Herrschaft Grünberg.
Nach der Ablösung der Patrimonialherrschaften wurde Jarov 1850 zur eigenständigen Gemeinde. 1875 begann der Unterricht in der einklassigen Dorfschule, zuvor waren die Kinder nach Prádlo eingeschult. 1924 gründete sich in Jarov ein Laienspieltheater.

## Gemeindegliederung
Für Jarov sind keine Ortsteile ausgewiesen. Zur Gemeinde gehören die Weiler Čabuzí und Cihelna.

## Sehenswürdigkeiten
- Kapelle, an der Dorfstraße